# 韦特拉-蒙图
韦特拉-蒙图（法語：Vétraz-Monthoux，法語發音：[vetʁa mɔ̃tu]）是法国上萨瓦省的一个市镇，属于圣于连昂热讷瓦区。该市镇于1818年由原市镇韦特拉（Vétraz）和蒙图（Monthoux）合并而成。

## 地理
韦特拉-蒙图（46°10'27"N, 6°15'18"E）面积7.11 平方千米，位于法国奥弗涅-罗讷-阿尔卑斯大区上萨瓦省，该省份为法国东部省份，历史上为薩伏依的一部分，北与瑞士接壤，西接安省，南至萨瓦省，东与瑞士和意大利接壤。
与韦特拉-蒙图接壤的市镇（或旧市镇、城区）包括：阿讷马斯、阿尔塔-圣母桥村、克朗沃-萨勒、埃特朗比耶尔。
韦特拉-蒙图的时区为UTC+01:00、UTC+02:00（夏令时）。

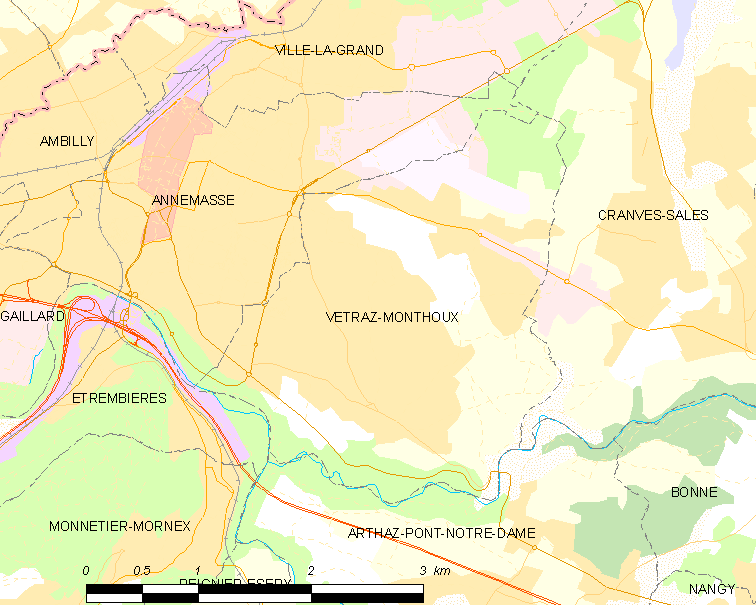
韦特拉-蒙图的OSM定位图

## 行政
韦特拉-蒙图的邮政编码为74100，INSEE市镇编码为74298。

## 政治
韦特拉-蒙图所属的省级选区为加亚尔县。

## 人口

1962-2008年间韦特拉-蒙图人口变化图示

韦特拉-蒙图于2022年1月1日时的人口数量为10412人。